# Alberto Martins
Alberto de Sousa Martins (ur. 25 kwietnia 1945 w Guimarães) – portugalski prawnik i polityk, parlamentarzysta, w latach 1999–2002 i 2009–2011 minister.

## Życiorys
Kształcił się w dziedzinie prawa na Uniwersytecie w Coimbrze, po czym pracował jako wykładowca prawa konstytucyjnego na Uniwersytecie w Porto. Podjął również praktykę w zawodzie adwokata.
Zaangażował się w działalność polityczną w ramach Partii Socjalistycznej. W 1987 wybrany na posła do Zgromadzenia Republiki V kadencji. Z powodzeniem ubiegał się o reelekcję w kolejnych wyborach w 1991, 1995, 1999, 2002, 2005, 2009, 2011 i 2015, wchodząc w skład portugalskiego parlamentu VI, VII, VIII, IX, X, XI, XII i XIII kadencji. W latach 2005–2009 i 2013–2014 przewodniczył frakcji poselskiej socjalistów.
Od października 1999 do kwietnia 2002 był ministrem ds. reformy państwa i administracji publicznej w drugim rządzie Antónia Guterresa. Od października 2009 do czerwca 2011 sprawował urząd ministra sprawiedliwości w drugim rządzie José Sócratesa. Zrezygnował z mandatu poselskiego w trakcie XIII kadencji parlamentu.
Odznaczony Krzyżem Wielkim Orderu Wolności (1999). Jest autorem m.in. publikacji Novos Direitos do Cidadão i Direito à Cidadania.